# Stubienko
Stubienko – wieś w Polsce położona w województwie podkarpackim, w powiecie przemyskim, w gminie Stubno.
W latach 1975–1998 miejscowość administracyjnie należała do województwa przemyskiego.
We wsi znajduje się dawna greckokatolicka cerkiew pw. Narodzenia Bogarodzicy. Świątynia została wzniesiona w 1849 r. na miejscu starszej drewnianej cerkwi. Cerkiew w Stubienku była filialną parafii w Stubnie (dekanat przemyski, po I wojnie – medycki). W 1785 roku wieś liczyła 493 mieszkańców, z tego 314 grekokatolików, 166 rzymskich katolików i 13 Żydów. W 1936 roku na 760 mieszkańców było 630 grekokatolików. Po wysiedleniu ludności greckokatolickiej po II wojnie światowej cerkiew nie była użytkowana. Od 1971 pełni funkcję filialnego kościoła rzymskokatolickiego w parafii Matki Bożej Szkaplerznej w Stubnie. Remont budynku przeprowadzono w 1976 roku oraz w 2006 r. Ikonostas ze Stubienka znajduje się obecnie w nowej cerkwi greckokatolickiej w Mokrem.
Właścicielem Stubienka w XIX w. był Antoni Józef Mniszek (1804-1875).

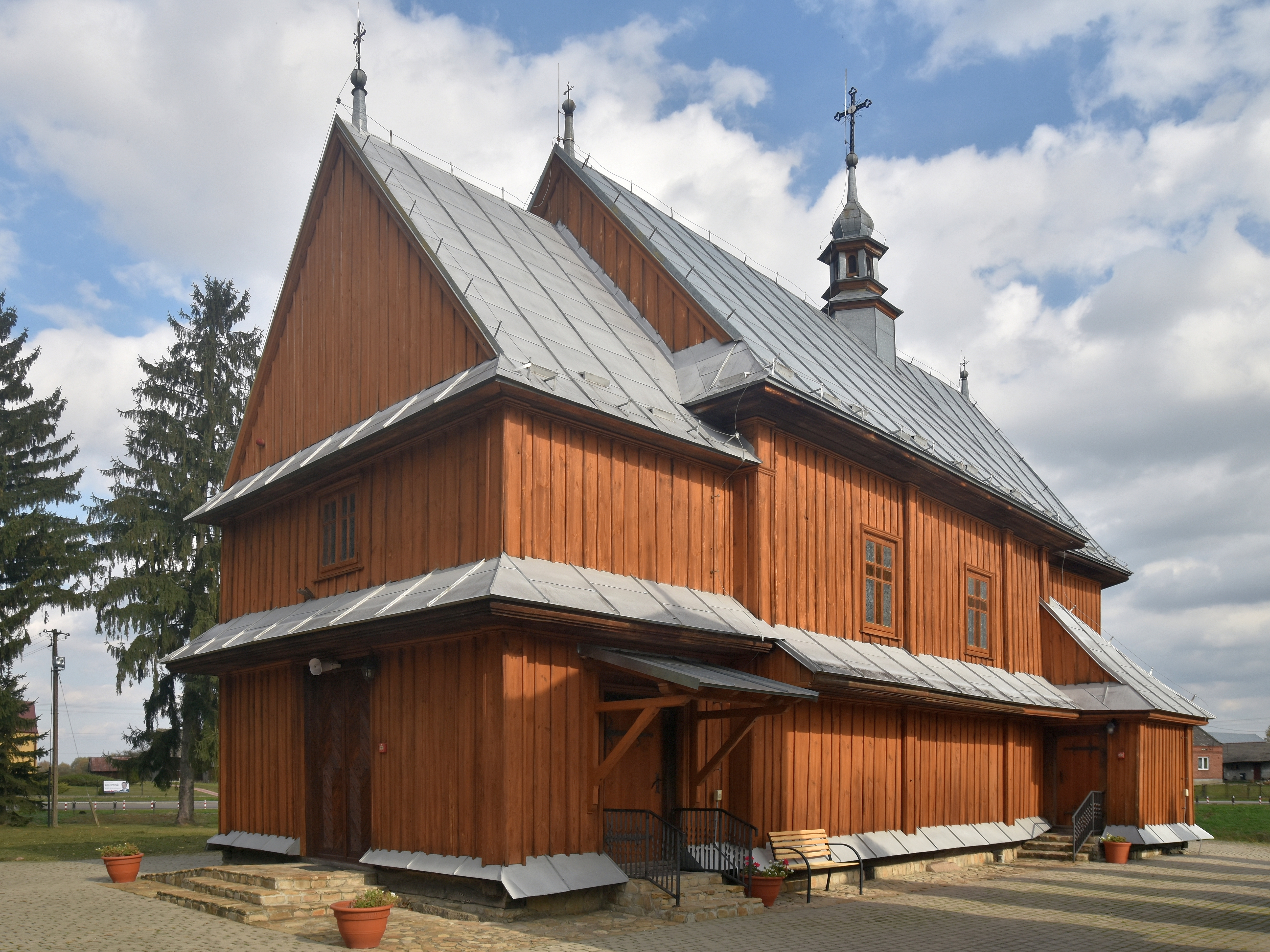
Elewacja frontowa i południowa cerkwi
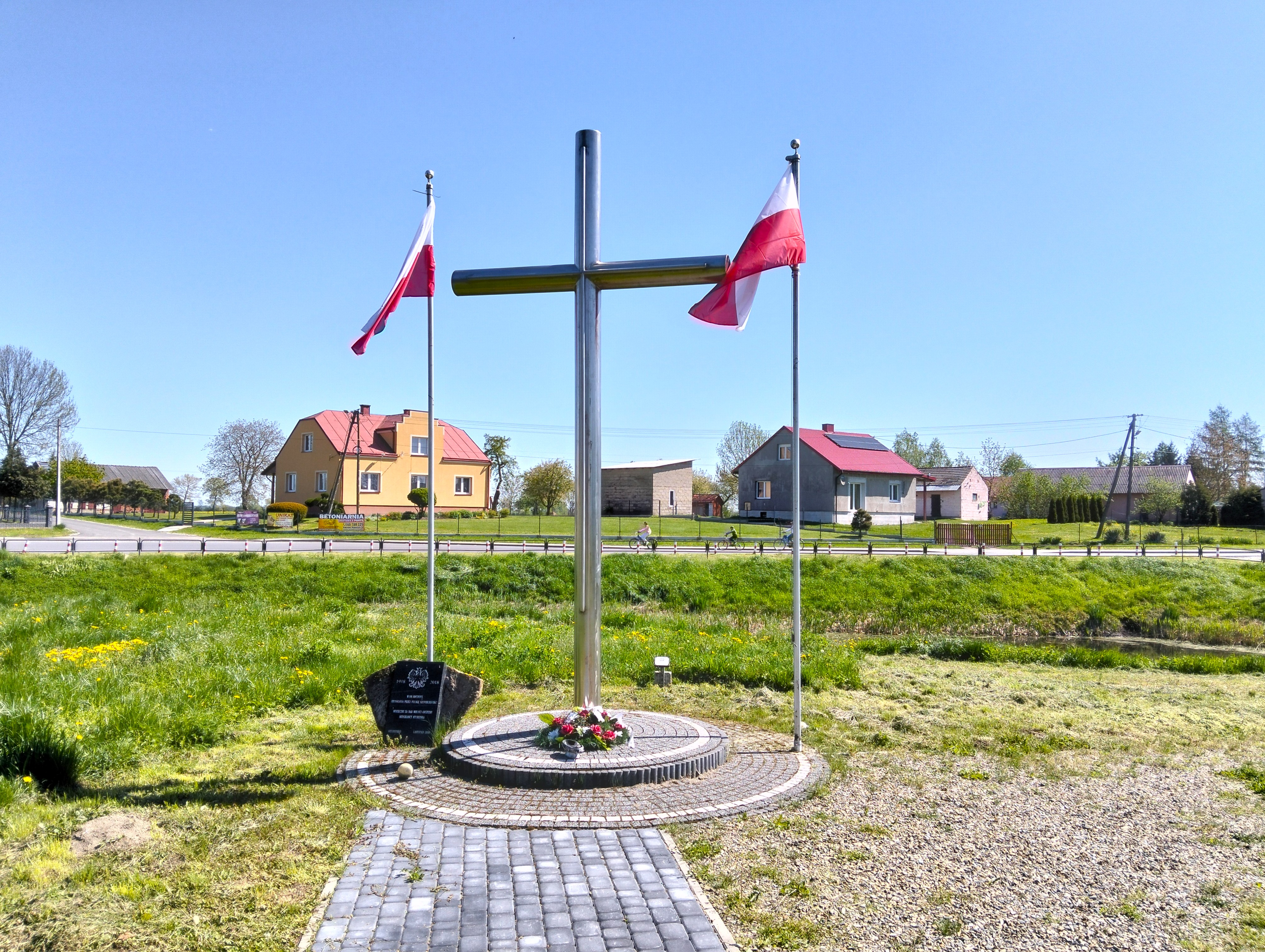
Krzyż stulecia odzyskania niepodległości
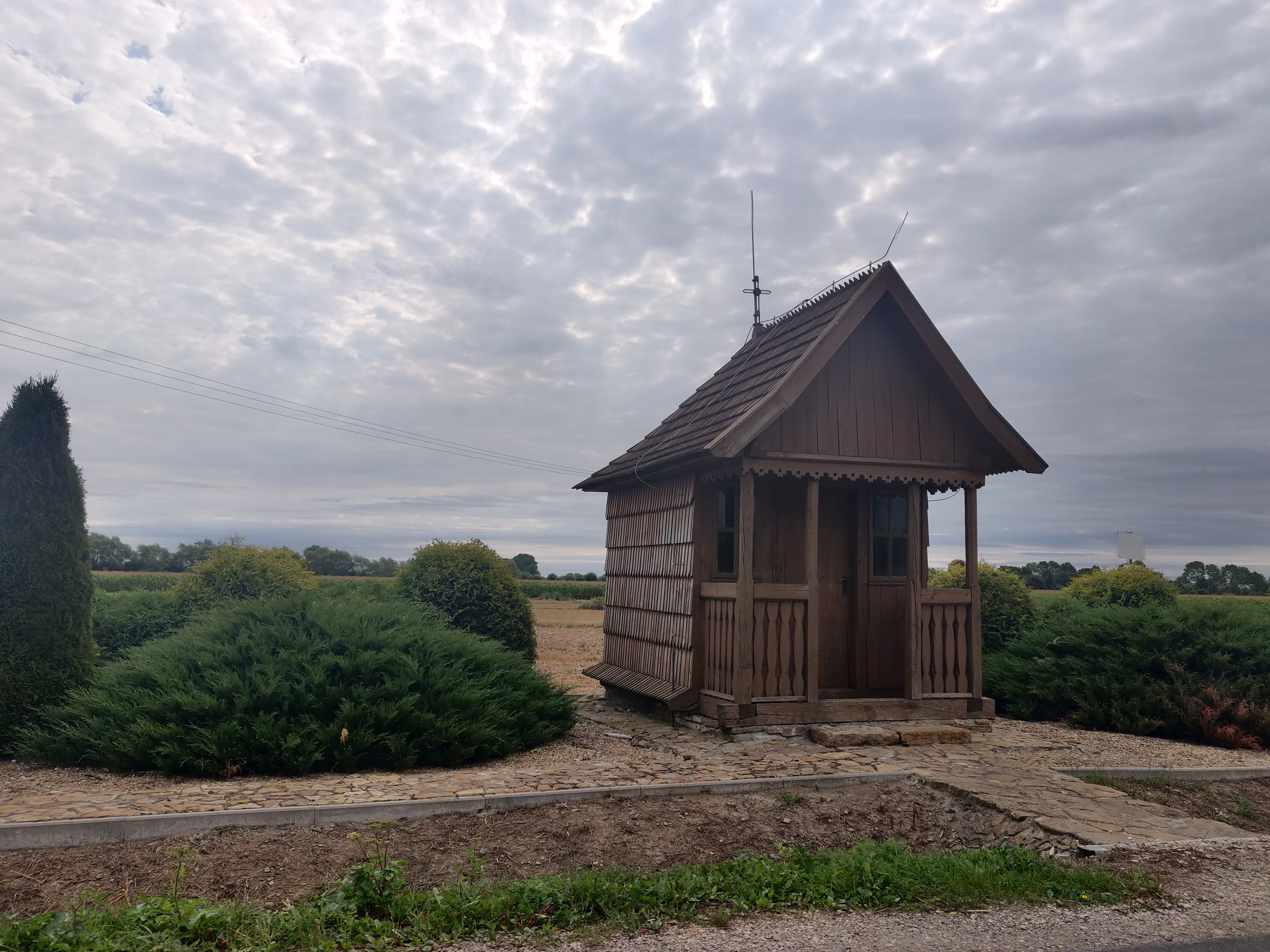
Zabytkowa kapliczka św. Mikołaja, przy drodze powiatowej ze Stubienka do Nienowic
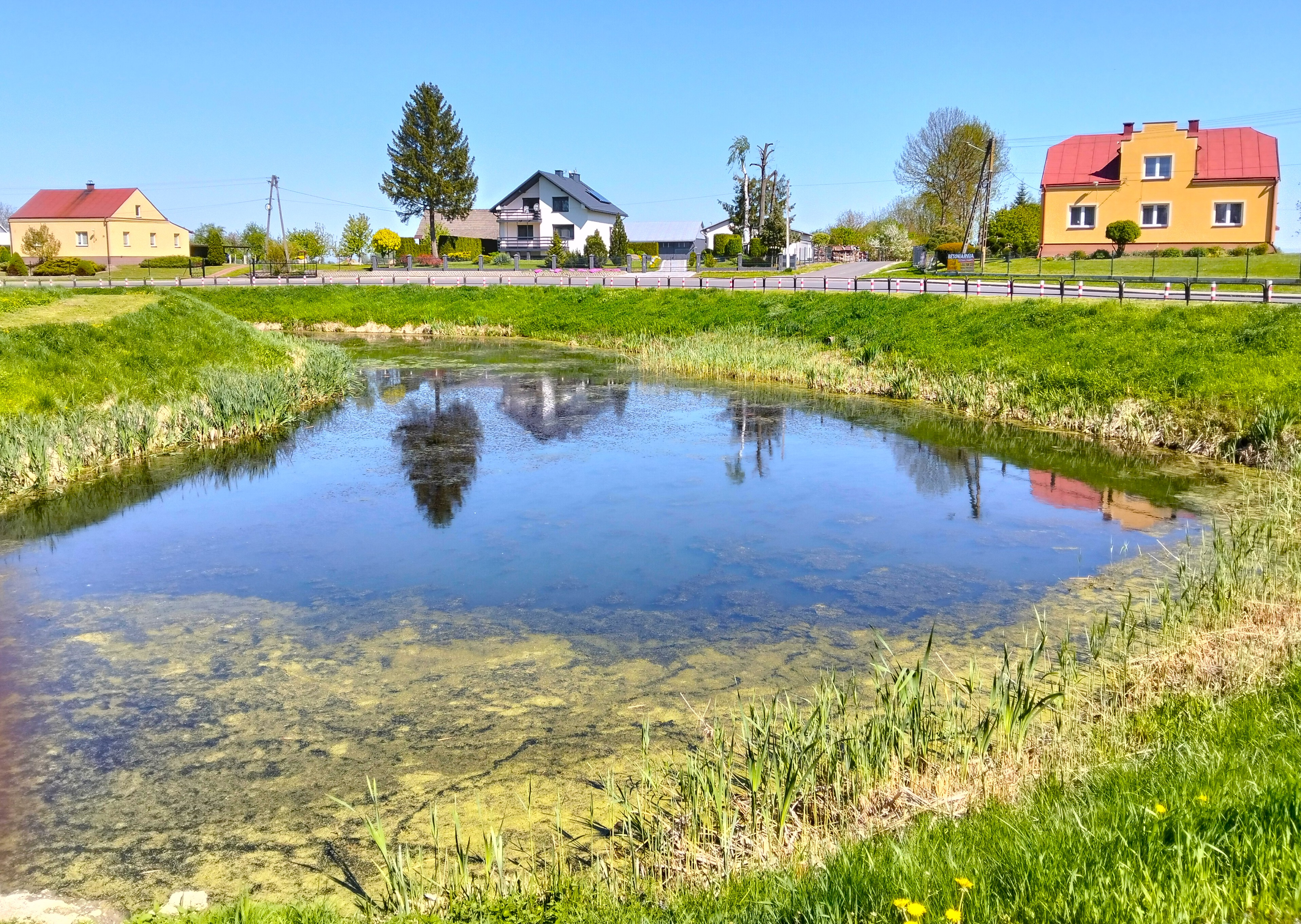
Starorzecze